# Obdulio Varela
Obdulio Jacinto Muiños Varela (Montevideo, 20 de septiembre de 1917-Montevideo, 2 de agosto de 1996) fue un futbolista uruguayo apodado el Negro Jefe. Popularmente fue conocido con su apellido materno, Varela. Era de ascendencia africana, española (gallega) y griega.

## Biografía
Obdulio Jacinto Muiños Varela nació el 20 de septiembre de 1917 en el barrio montevideano de La Teja. Optó por el apellido de su madre, Juana Varela, quien lo crio. Se casó en 1946 con la húngara Catalina Keppel. Es recordado por haber sido el capitán de selección uruguaya de fútbol durante el Mundial de Brasil 50, protagonista del conocido Maracanazo, cuando Uruguay, ante sorpresa mundial, derrotó a Brasil 2-1.

## Selección nacional
Fue internacional con la selección de fútbol de Uruguay en cuarenta y cinco oportunidades, en las que marcó nueve goles. Con su selección, conquistó el Campeonato Sudamericano en 1942. Debutó en la selección uruguaya en 1939 por la Copa América ante Chile (3-2). Fue capitán del equipo uruguayo que ganó el Mundial de 1950 ante la selección de Brasil, lo que se conoce como el Maracanazo. También jugó el Mundial de Suiza 54, cuando cayeron los celestes ante la favorita Hungría. Con él en la cancha, Uruguay no fue derrotado en su trayectoria mundialista.
Como capitán de la selección uruguaya, antes del comienzo de la final del Mundial de Brasil 50, Varela levantó el ánimo a sus compañeros cuando vio que éstos se acongojaban en el túnel de vestuarios ante los 203 850 espectadores locales en el Maracaná. En esas instancias se le atribuye la siguiente frase:

No piensen en toda esa gente, no miren para arriba, el partido se juega abajo y si ganamos no va a pasar nada, nunca pasó nada. Los de afuera son de palo y en el campo seremos once para once. El partido se gana con los huevos en la punta de los botines.
«La leyenda de Obdulio Varela»

### Participaciones en Copas del Mundo
| Mundial              | Sede   | Resultado    | Partidos | Goles |
| -------------------- | ------ | ------------ | -------- | ----- |
| Copa Mundial de 1950 | Brasil | Campeón      | 4        | 1     |
| Copa Mundial de 1954 | Suiza  | Cuarto lugar | 3        | 1     |

### Participaciones enCopa América
| Copa              | Sede      | Resultado  | Partidos | Goles |
| ----------------- | --------- | ---------- | -------- | ----- |
| Copa América 1939 | Perú      | Subcampeón | 2        | 0     |
| Copa América 1941 | Chile     | Subcampeón | 4        | 1     |
| Copa América 1942 | Uruguay   | Campeón    | 6        | 1     |
| Copa América 1945 | Chile     | 4° lugar   | 4        | 1     |
| Copa América 1946 | Argentina | 4° lugar   | 4        | 0     |

## Clubes
Jugó en el Club Deportivo Juventud y pasó en 1938 al Montevideo Wanderers Fútbol Club en calidad de profesional. En este equipo, jugó seis temporadas. Luego, fue transferido en 1943 al Club Atlético Peñarol, con el que ganó los campeonatos de 1944, 1945, 1949, 1951, 1953 y 1954.
| Club               | País    | Año       |
| ------------------ | ------- | --------- |
| Deportivo Juventud | Uruguay | 1936-1938 |
| Wanderers          | Uruguay | 1938-1943 |
| Peñarol            | Uruguay | 1943-1955 |

## Palmarés

### Campeonatos nacionales
| Título              | Club    | País    | Año  |
| ------------------- | ------- | ------- | ---- |
| Campeonato Uruguayo | Peñarol | Uruguay | 1944 |
| Campeonato Uruguayo | Peñarol | Uruguay | 1945 |
| Campeonato Uruguayo | Peñarol | Uruguay | 1949 |
| Campeonato Uruguayo | Peñarol | Uruguay | 1951 |
| Campeonato Uruguayo | Peñarol | Uruguay | 1953 |
| Campeonato Uruguayo | Peñarol | Uruguay | 1954 |

### Campeonatos internacionales
| Título                 | Selección | Sede    | Año  |
| ---------------------- | --------- | ------- | ---- |
| Copa América           | Uruguay   | Uruguay | 1942 |
| Copa Mundial de Fútbol | Uruguay   | Brasil  | 1950 |